# 수원시 권선구의 국회의원

## 행정구역 변천
- 1988년 7월 1일 경기도 수원시 권선구 설치
- 1994년 12월 26일 화성군 반월면 입북리·당수리 편입
- 2003년 11월 24일 매교동, 교동, 매산동, 고등동이 팔달구에 편입

## 수원시 권선구의 역대 국회의원
| 대수   | 이름           | 소속정당     | 임기                              | 선거구역                                                                                      |
| ------ | -------------- | ------------ | --------------------------------- | --------------------------------------------------------------------------------------------- |
| 제14대 | 김인영(金仁泳) | 민주자유당   | 1992년 5월 30일 ~ 1996년 5월 29일 | 수원시 권선구 갑: 세류1동, 세류2동, 세류3동, 평동, 서둔동, 구운동, 매산동, 고등동             |
| 제14대 | 남평우(南平祐) | 민주자유당   | 1992년 5월 30일 ~ 1996년 5월 29일 | 수원시 권선구 을: 매교동, 인계동, 매탄1동, 매탄2동, 매탄3동, 원천동, 곡선동                   |
| 제15대 | 김인영(金仁泳) | 신한국당     | 1996년 5월 30일 ~ 2000년 5월 29일 | 수원시 권선구 일원                                                                            |
| 제16대 | 신현태(申鉉泰) | 한나라당     | 2000년 5월 30일 ~ 2004년 5월 29일 | 수원시 권선구 일원                                                                            |
| 제17대 | 이기우(李基宇) | 열린우리당   | 2004년 5월 30일 ~ 2008년 5월 29일 | 수원시 권선구 일원                                                                            |
| 제18대 | 정미경(鄭美京) | 한나라당     | 2008년 5월 30일 ~ 2012년 5월 29일 | 수원시 권선구 일원                                                                            |
| 제19대 | 신장용(申長容) | 민주통합당   | 당선 무효                         | 수원시 을: 권선구 일원 (서둔동 제외)                                                          |
| 제19대 | 정미경(鄭美京) | 새누리당     | 2014년 7월 31일 ~ 2016년 5월 29일 | 수원시 을: 권선구 일원 (서둔동 제외)                                                          |
| 제19대 | 남경필(南景弼) | 새누리당     | 2012년 5월 30일 ~ 2014년 5월 15일 | 수원시 병: 권선구 서둔동, 팔달구 일원                                                         |
| 제19대 | 김용남(金勇男) | 새누리당     | 2014년 7월 31일 ~ 2016년 5월 29일 | 수원시 병: 권선구 서둔동, 팔달구 일원                                                         |
| 제20대 | 백혜련(白惠蓮) | 더불어민주당 | 2016년 5월 30일 ~ 2020년 5월 29일 | 수원시 을: 장안구 율천동, 권선구 평동 서둔동 구운동 금곡동 호매실동 입북동                    |
| 제20대 | 김진표(金振杓) | 더불어민주당 | 2016년 5월 30일 ~ 2020년 5월 29일 | 수원시 무: 권선구 세류1동 세류2동 세류3동 권선1동 권선2동 곡선동, 영통구 영통2동 태장동       |
| 제21대 | 백혜련(白惠蓮) | 더불어민주당 | 2020년 5월 30일 ~ 2024년 5월 29일 | 수원시 을: 장안구 율천동, 권선구 평동 서둔동 구운동 금곡동 호매실동 입북동                    |
| 제21대 | 김진표(金振杓) | 더불어민주당 | 2020년 5월 30일 ~ 2024년 5월 29일 | 수원시 무: 권선구 세류1동, 세류2동, 세류3동, 권선1동, 권선2동, 곡선동, 영통구 영통2동, 태장동 |
| 제22대 | 백혜련(白惠蓮) | 더불어민주당 | 2024년 5월 30일 ~ 현재            | 수원시 을: 장안구 율천동, 권선구 평동 서둔동 구운동 금곡동 호매실동 입북동                    |
| 제22대 | 김영진(金榮鎭) | 더불어민주당 | 2024년 5월 30일 ~ 현재            | 수원시 병: 팔달구 일원, 권선구 세류1동                                                        |
| 제22대 | 염태영(廉泰英) | 더불어민주당 | 2024년 5월 30일 ~ 현재            | 수원시 무: 권선구 세류2동 세류3동, 권선1동, 권선2동, 곡선동, 영통구 영통2동, 태장동           |

## 같이 보기
- 수원시 을
- 수원시 병
- 수원시 무
- 수원시 권선구 갑
- 수원시 권선구 (선거구)
- 수원시의 국회의원
- 수원시 장안구의 국회의원
- 수원시 팔달구의 국회의원
- 수원시 영통구의 국회의원